# 直接民主主義
直接民主主義（ちょくせつみんしゅしゅぎ、英: direct democracy）とは、国民が代表者などを介さずに所属する共同体の意思決定に直接参加し、その民意を政治に反映させる政治体制のことである。直接民主制（ちょくせつみんしゅせい）とも呼ばれる。
直接民主主義の原理は、イニシアティブ（住民発案・国民発案）、リコール（国民解職）、レファレンダム（国民表決・住民投票・国民投票）の3つの要素の集合である。
対比概念は間接民主主義である。現在ほとんどの国家では間接民主制を採用しているが、憲法改正など一部の事柄において直接民主制を併用している。

## 概説
直接民主制の起源は、紀元前800年ごろの古代ギリシアの民主主義政治である。政治参加資格のある自由市民（一定資産を持つ成人男性、女性・奴隷・外国人は除く）が直接議論して決定し、役職は抽選で選出された。主な利点には、有権者全員参加のため、公開性が高く、自治意識に貢献し、最新の住民意思が直接反映でき、正統性が高い。反面、主な難点としては全員が集合し議論する時間・場所・費用などの負担、専門的分野での知識経験の不足、個々の時点で相反する決定をするなど継続性への不安、いわゆるポピュリズムに陥る懸念、などがある。このほかには、共和政ローマにおける民会が実例として挙げられる。
こうしたことから、17世紀から、都市国家の伝統を持つスイスでは、スイス連邦議会(国会)の決議や、国民が作成した法案について、国民自らがイニシアチブ(国民発議)を行使し、レファレンダム(国民審議と国民投票)によって、その是非を決する参政権が広く浸透している。イニシアチブは、議題の内容を問わず、これまでに500件以上行われている。また、地方自治における直接民主制(ランツゲマインデ (Landsgemeinde) )は、26州のうち2つの州で行われている。
18世紀にジャン＝ジャック・ルソーは直接参加型民主主義のみを「真の民主主義」と考えた。マックス・ウェーバーは近代国家は官僚制などの機能集団により議会制（間接民主主義）は形骸化していると主張した。カール・シュミットは民主主義の本質は人民の同一性と考えて、多様性を進めて同一性の障害物となる議会制を補う制度として、国民発案と国民票決を主張した。
19世紀中期の、主にヨーロッパ諸国では、間接民主主義である議会制（代表制、代議員制）を採用し、重要な決定に限り国民投票や住民投票など、直接民主主義を併用した政治と制度が用いられるようになった。
直接民主主義の理念を掲げていた国家の例として、リビアにかつて存在した大リビア・アラブ社会主義人民ジャマーヒリーヤ国などがある。直接民主制（ジャマーヒリーヤ）を標榜し、議会や政府を持たなかったが、実質的には革命指導者の地位にあるカダフィによる独裁国家であったと解釈されている。
また国家や地方自治の制度ではないが、デモ活動などの直接的示威行為も広義には直接民主主義の一部とされることもある。
日本においては、憲法改正には国民投票が必要である（日本国憲法第96条）。また地方自治においては、地方自治法 第94条及び第95条による規定により、「町村総会」の設置が認められている。
かつて八丈小島にあった宇津木村（東京都）では1955年（昭和30年）に八丈村と合併するまで村議会が置かれずに直接民主制による村政が行われていた。また旧制度の町村制の施行下における神奈川県足柄下郡芦之湯村（現在の箱根町の一部）の事例で村議会が置かれずに直接民主制による村政が行われていた。
21世紀に入り、過疎化による人口減・高齢化の進んだ自治体の中には、議員のなり手がおらず議会の維持が困難といった事情から、議会を解散して町村総会の設置を検討する動きもある。

## 長所
古代アテナイで採用されたように民主主義の原点であり、議会選挙など最初の段階で直接民主制の正統性に依存する間接民主制と比較して、その決定には高い正統性が得られる。制度の構造が単純で、国民の数が非常に少なくても運用できる。また、選挙制度などで制度が歪められる余地が少ない。
賛否が分かれる議案では、直接民主制では50%以上の支持を得た案が採用される。しかし間接民主制（特に小選挙区制）では、50%以上の支持を得た人間が選挙で議員となり、議会では議員の50%以上の支持を得た案が採用されるため、理論的には1/4程度の意見が全体の意思決定ともなりうる。また直接民主制では、各時点の各課題への民意が直接に反映される。しかし間接民主主義では、選挙時の公約などと、当選後の議会での審議や議決の間には状況の変化などの時間差があり、また当選後に意見を変更する事が可能である。
更に間接民主主義では、適切な知識や見識を持った人物が選出される事が期待されているが、住民は選挙時以外は政策に触れる機会が減少し、議員は専門家・専業化・世襲化・特権階級化してエリート主義と化す結果、住民との乖離が拡大し恒久化する可能性も存在するが、直接民主主義では住民が当事者意識や主権者意識を持続させやすい。
スイスは伝統的に直接民主主義を重視している。国政レベルだけでも年に3〜4回の国民投票が実施されており、更に各州の住民投票が存在する。なおスイスは周囲を大国に囲まれた永世中立国および国民皆兵であり、都市国家の歴史的伝統を受け継ぎ、自主独立の意識が高い。

## 短所
共同体の地域や住民が増加すると、全員が1か所に集まり議論する事には限界がある。ただし、自治自体を国・州・都市・村などのように階層化し、役割分担を整理する事で緩和は可能である。またマスメディアやインターネット技術などがこの問題を軽減できるとの主張もある（E-デモクラシー）。更に、(沢田善太郎 2004)は、社会契約論においてジャン＝ジャック・ルソーは
人民が十分に情報をもって審議するとき、『もし市民がおたがいに意志を少しも伝えあわないなら』、わずかの相違がたくさん集まって、つねに一般意志が結果し、その決議はつねによいものであるであろう
と述べていたこと、コンドルセの陪審定理がこのルソーの主張に沿って構築されていることを指摘しており、構成員同士の議論が制限されることは、むしろ長所であるとルソーやニコラ・ド・コンドルセは考えていた。
結果が二分されて混乱が続く、政党や議員のような調整役がいない事もあり多数の意見が出て収束しない、政策の継続性が確保できない、などの懸念も存在する。ただしこれらは、民主主義自体の課題であり、間接民主主義でも運用によっては同様に発生しうる課題でもある。
またジェームス・マディソンが指摘したように間接民主制に比べいわゆる「数の暴力」が抑制されにくいという問題点がある。